# Кемська волость
Кемська волость (рос. Кемская волость) — адміністративно-територіальна одиниця в складі Московського царства і з 1721 року Російської імперії. Адміністративний центр — місто Кем. За Московського царства Кемська волость була частиною Новгородської землі.
Кемська волость перебувала на річці Кем і мала вихід до Кемської губи Білого моря.

## За Московського царства

### 1-ше підпорядкування Соловецькому монастиреві
У XV сторіччі Кемська волость була володінням Марфи Борецької — дружини посадника Великого Новгорода Ісаака Борецького. У 1450 році Кемська волость була подарована Борецькою Соловецькому монастирю.

### Фінський похід
У 1579 і 1580 роках фіни («каянські німці») зробили спустошливий похід на Кемську волость, під час якого було вбито соловецького воєводу Михайла Озерова і багатьох стрільців. Проте, воєвода Кипріян Анічков розбив і прогнав каянців. У 1590 році шведи розорили Кемську волость.

### 2-е підпорядкування Соловецькому монастиреві
У 1591 року вся Кемська волость (з Муєзерським морем, селянами, промислами) була віддана Соловецькому монастирю, який в 1657 році побудував тут двоповерховий острог, озброївши його мушкетами і гарматами.

### 3-те підпорядкування Соловецькому монастиреві
З 1704 року до 1711 року Кемський острог був у віданні царської казни, потім повернуто Соловецькому монастирю.

## За Російської імперії
У 1749 і 1763 роках Кемська волость постраждала від повеней.
У 1780 році Кемська волость увійшла до складу Онезького повіту Архангельської області Вологодського намісництва (з 1784 року — в складі Архангельського намісництва).
Іменним указом від 16 травня 1785 року з північної частини Повенецького повіту та північно-західних волостей Онезького повіту Архангельського намісництва був утворений Кемський повіт, який увійшов до Олонецької області Олонецького намісництва. У результаті цього Олонецьке намісництво отримало вихід до Білого моря.

## Цікаві факти
«Кемську волость», яку хотів отримати шведський король в Івана IV Грозного, згадується в п'єсі Михайла Булгакова «Іван Васильович» і в знятому за її мотивами фільмі.